# Nemanja Starović
Nemanja Starović (cyr. Немања Старовић; ur. 9 maja 1982 w Nowym Sadzie) – serbski polityk, historyk, urzędnik i samorządowiec, sekretarz stanu w resortach spraw zagranicznych i obrony, w latach 2024–2025 minister pracy, zatrudnienia, spraw społecznych i weteranów, od 2025 minister integracji europejskiej.

## Życiorys
Uzyskał magisterium z historii na Uniwersytecie w Nowym Sadzie. Pracował w przedsiębiorstwie energetycznym oraz jako kierownik projektu w publicznym nadawcy RTV w Wojwodinie. Działał w Serbskim Ruchu Odnowy, w 2015 dołączył do Serbskiej Partii Postępowej. Opublikował zbiór esejów historycznych i dwie powieści. Został członkiem organizacji Matica srpska oraz serbskiego stowarzyszenia pisarzy.
Był też m.in. członkiem zarządu miasta Nowy Sad, odpowiadał za oświatę (2011–2012) oraz za planowanie przestrzenne i ochronę środowiska (2012–2013). Od 2014 pracował w biurze rządu ds. Kosowa i Metochii. Był następnie dyrektorem (2016–2018) i zastępcą dyrektora (2018–2021) agencji rozwoju regionalnego „Bačka”. W 2021 objął funkcję sekretarza stanu w ministerstwie spraw zagranicznych, a w 2022 tożsame stanowisko w resorcie obrony. W maju 2024 powołany na urząd ministra pracy, zatrudnienia, spraw społecznych i weteranów w rządzie Miloša Vučevicia. W utworzonym w kwietniu 2025 gabinecie Đura Macuta przeszedł na stanowisko ministra integracji europejskiej.